# Sumpf-Ruhrkraut
Das Sumpf-Ruhrkraut (Gnaphalium uliginosum L.; Syn.: Filaginella uliginosa (L.) Opiz) ist eine Pflanzenart innerhalb der Familie der Korbblütler (Asteraceae). Sie ist in den gesamten gemäßigten und kühlen Gebieten der Nordhalbkugel verbreitet.

## Beschreibung

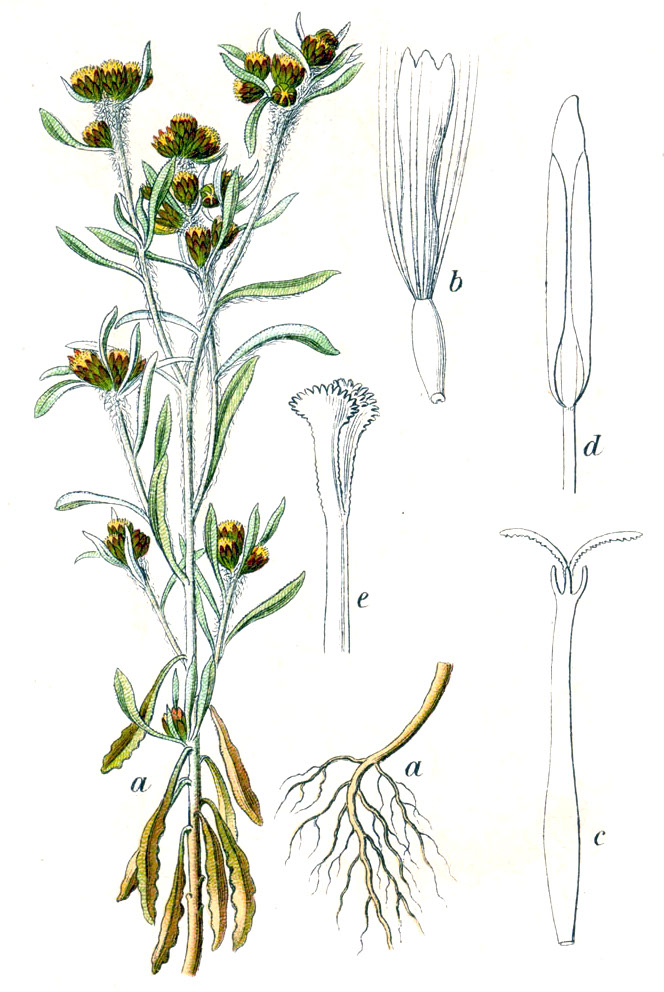
Illustration aus Jakob Sturm: Deutschlands Flora in Abbildungen, 1796

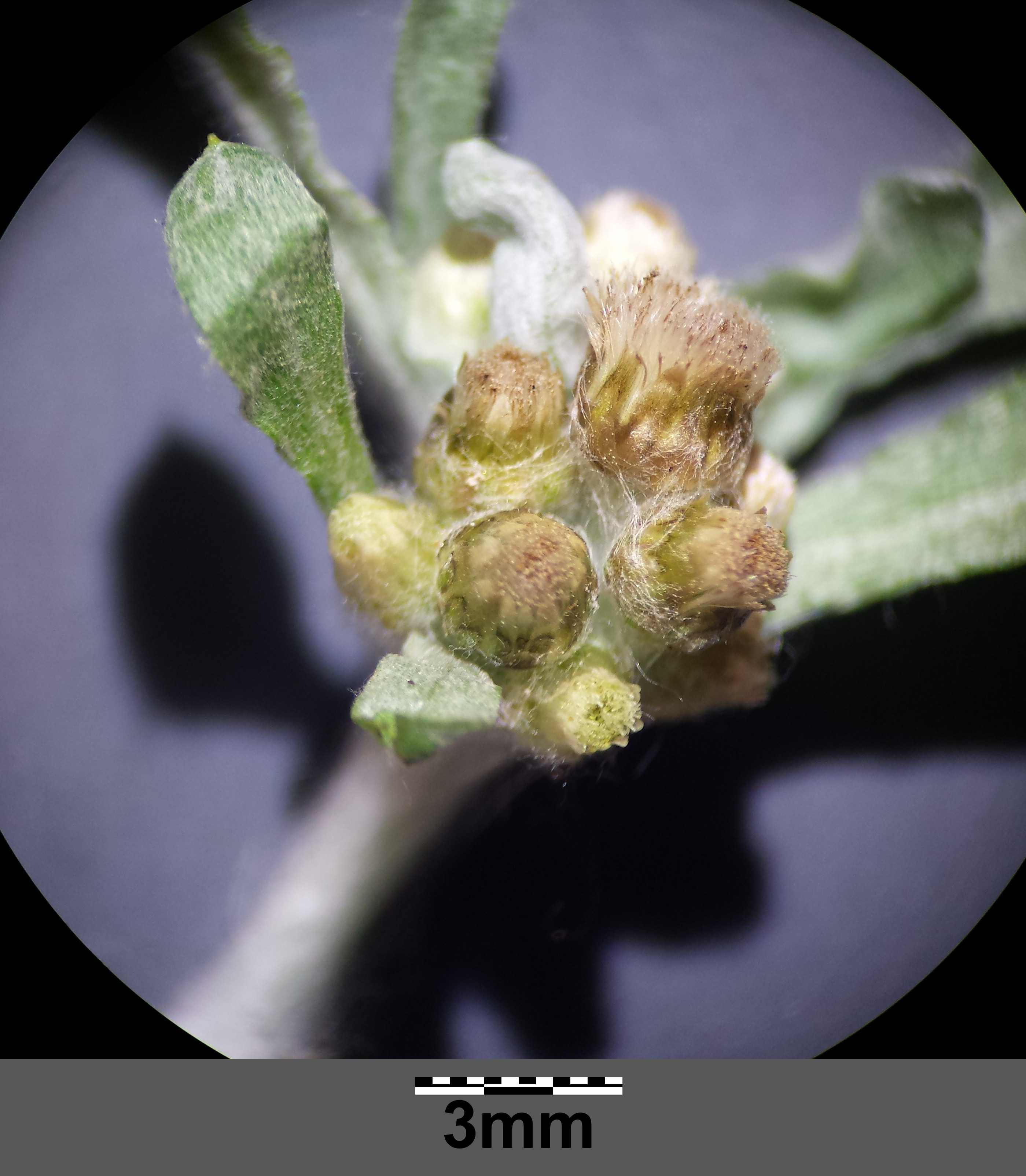
Blüten-/Fruchtstand

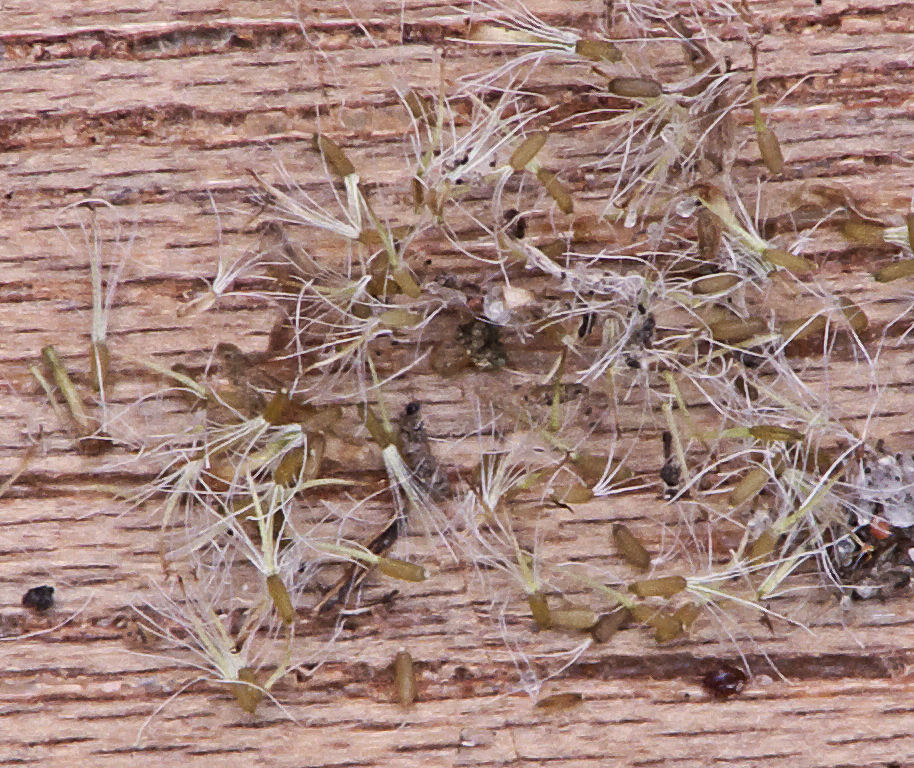
Achänen mit Pappus

### Erscheinungsbild und Blatt
Beim Sumpf-Ruhrkraut handelt es sich um eine einjährige, krautige Pflanze, die Wuchshöhen von meist etwa 10 bis 15 Zentimeter (3 bis 25 Zentimeter) erreicht. Allerdings kommen oft auch unverzweigte Kümmerformen vor. Man findet die Pflanzen fast ausschließlich im Sommer. Die aufrechten, meist vom Grunde an abstehend bis ausgebreitet verzweigten Stängel sind dicht bis locker wollig behaart.
Die ungestielten, weiß bis grau filzig behaarten Laubblätter sind bei einer Länge von meist 2 bis 3 (1 bis 5) Zentimeter sowie einer Breite von 1 bis 4 Millimeter linealisch bis länglich-spatelförmig oder verkehrt-lanzettlich. Die oberen Laubblätter sind an den Rändern etwas gewellt.

### Blütenstand, Blüte und Frucht
Die Blütezeit reicht in Mitteleuropa von Juli bis August. In end- und seitenständigen, mehr oder weniger dichten, knäueligen Gesamtblütenständen sitzen drei bis zehn körbchenförmige Teilblütenstände zusammen. Die Blütenkörbchen werden weit überragt von gedrängt zusammenstehenden, laubblattartigen Hochblättern, die bei einer Länge von 5 bis 15 Millimeter sowie einer Breite von 1 bis 2 Millimeter linealisch, verkehrt-lanzettlich oder verkehrt-eiförmig sind. Die Blütenkörbchen sind bei einer Höhe von 2 bis 4 Millimeter zylindrisch. Die bräunlichen Hüllblätter sind im unteren Bereich wollig behaart und häutig; die inneren sind schmal-dreieckig mit weißlichen, spitzen oberen Enden.
Die Blüten sind weißlich-gelblich. Es sind etwa drei Reihen von fadenförmigen Zungenblüten vorhanden; sie sind nur etwas länger als die Röhrenblüten. Es sind wenige Röhrenblüten vorhanden.
Die etwa 0,5 Millimeter langen, nur 0,07 mg schweren, kahlen oder papillösen und schwach behaarten Achänen sind schwach zusammengedrückt. Der spärliche, kurze, kranzförmige Pappus ist 1,5 Millimeter lang.

### Chromosomensatz
Die Chromosomengrundzahl ist x = 7; es liegt Diploidie vor, also eine Chromosomenzahl von 2n = 14.

## Volksnamen
Volkstümlich wird das Sumpf-Ruhrkraut zuweilen als Kleines Edelweiß bezeichnet, und das sogar zu Recht, denn es ist mit dem Alpen-Edelweiß nah verwandt.

## Ökologie
Das Sumpf-Ruhrkraut ist ein (sommerannueller) Therophyt, der eine Wurzeltiefe von 7 bis 25 Zentimeter erreicht. Es ist auf Äckern ein Krumen-Vernässungsanzeiger.
Blütenökologisch handelt es sich um unscheinbare „Körbchenblumen“; die fadenförmigen Randblüten sind weiblich. Bestäuber sind Bienen.
Bei Nässe treten aus den Achänen klebrige Viscinfäden aus, die ihre Ausbreitung als Klebhafter und Wasserhafter ermöglichen. Die Samen sind lange (über 50 Jahre) keimfähig. Die Fruchtreife beginnt ab August.

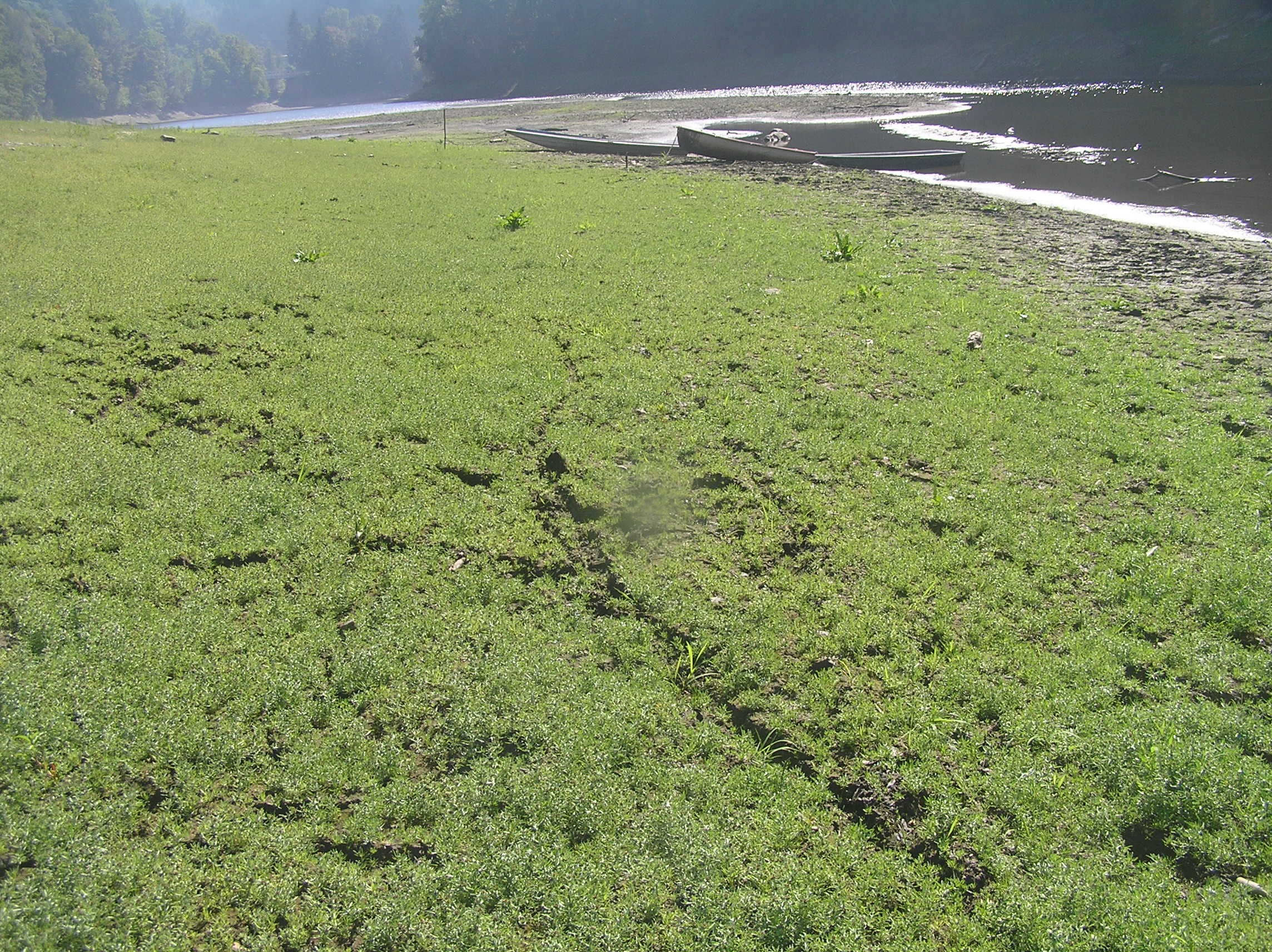
Habitat

## Vorkommen
Das Sumpf-Ruhrkraut ist in den gesamten gemäßigten und kühlen Gebieten der Nordhemisphäre verbreitet, in Europa vom Mittelmeergebiet bis zum Polarkreis. Es ist in Mitteleuropa weit verbreitet. Ob die Art in Nordamerika heimisch war oder vom Menschen eingeschleppt wurde, ist nicht sicher.
Es wuchs ursprünglich hauptsächlich auf offenen Böden am Rande von Gewässern. Inzwischen findet man es viel häufiger als Unkraut auf Äckern, in Gärten oder an Wegrändern. Hier deutet es oft auf einen stark verdichteten Boden, auf dem sich Staunässe bilden kann, hin, obwohl es bei ausreichender Bodenfeuchtigkeit auch auf lockeren Böden wachsen kann. Es ist in Mitteleuropa eine Cyperetalia-fusci-Ordnungscharakterart.
In den Allgäuer Alpen steigt es in Bayern im Lecknertal bis zu 1050 m ü. NHN auf.